# Xã Salem, Quận Clarion, Pennsylvania
Xã Salem (tiếng Anh: Salem Township) là một xã thuộc quận Clarion, tiểu bang Pennsylvania, Hoa Kỳ. Năm 2010, dân số của xã này là 881 người.